# Торегожина, Бахытжан Амангалиевна
Бахытжан Амангалиевна Торегожина (каз. Бақытжан Аманғалиқызы Төреғожина; род. 23 марта 1962) — казахстанская правозащитница, которая более двух десятилетий выступала против нарушений базовых прав в Казахстане. Она была главой коалиции гражданских обществ Qantar 2022 и президентом общественного фонда Ар. Рух. Хак (Совесть. Дух. Истина). Она организовывала различные молодёжные движения. Была признана ведущим спикером, представляющим жертв пыток, жестокого обращения и политических репрессий. 8 марта 2023 года она получила Международную женскую премию за отвагу от Джилл Байден и Энтони Дж. Блинкена в Государственном департаменте США.

## Ранний период жизни
Бахытжан Торегожина родилась 23 марта 1962 года, она гражданка Казахстана.

## Карьера
Торегожина — правозащитница, специалистка по вопросам верховенства закона. Она работала над оказанием помощи жертвам, документированием нарушений прав человека и защитой людей, преследуемых за использование своих прав. Она начала способствовать развитию НКО в 1999 году и в последующие годы занималась сбором средств для сети правозащитных организаций и мирных собраний. Она была членом советов по надзору за статусом политических заключенных и узников совести. C 2012 года она также работала над оказанием гуманитарной и юридической помощи заключённым в рамках Альянса Тирек. В 2017 году она дала пресс-конференцию, посвященную пыткам заключённого Искандера Еримбетова. На протяжении почти 25 лет она выступала против пыток и выступала за освобождение политических заключённых.

## Правозащитные организации и активизм
Торегожина основала или стала соучредительницей различных правозащитных организаций. Она была главой Кантар 2022 и общественной организации Ар. Рух. Хак. В 2004 году она инициировала Кахар (гнев), популярное молодёжное движение, которое послужило примером при создании других молодёжных групп. В 2005 году она организовала НКО для наблюдения за парламентскими выборами. Торегожина также привлекала студентов и молодёжь проведением летних школ демократии и работала над реализацией законов о присяжных и связанных с ними тем в высших учебных заведениях. В 2012 году она стала соучредительницей «Сайлау», коалиции НКО, которые следили за выборами. Она также участвовала в разработке альтернативных законов о выборах.
В 2020 году Торегожина выразила обеспокоенность по поводу репрессивной системы Казахстана в отношении активистов во время глобальной пандемии COVID-19. Ограничения касались свободы слова, доступа к информации, соблюдения и реализации прав человека, включая обращение с людьми, поставку лекарств и ограничение прав на мирные собрания.
Массовые аресты протестующих спровоцировали 5 января 2022 года беспорядки в крупных городах Казахстана. Торегожина назвала ситуацию политической загадкой и популистской мерой, предпринятой для того, чтобы набрать политические очки перед выборами. 1 сентября 2022 года президент Токаев объявил амнистию протестующим, но это вызвало разногласия по поводу того, защищает ли амнистия большинство мирных демонстрантов, правозащитников и гражданских активистов от «экстремистских» обвинений, а также её ограничения на оправдание осуждённых.

## Задержания и рейды

### Полицейский рейд 2005 года
Полиция вошла в офис молодёжной группы, родители которой жаловались на Торегожину за то, что она якобы вербовала детей для политической деятельности и платила молодёжи иностранными деньгами. По сообщениям Human Rights Watch, большое количество полицейских разогнало мирную демонстрацию (с запуском воздушных шаров), организованную Кахаром 12 апреля, и выразило обеспокоенность по поводу мер правительства по пресечению молодёжной активности.

### Задержание в 2010 году
16 марта 2010 года полиция вошла в офис Торегожиной, арестовала и осудила её за организацию «арт-флешмоба» во время Дня памяти гражданского неповиновения. Она предъявила иск против правительства за нарушение её конституционных прав.

### Задержание в 2016 году
По меньшей мере 33 человека, в том числе Торегожина, были задержаны в период с 16 по 20 мая 2016 года из-за сообщений о нарушениях, связанных с публикациями в Facebook, посвящённым демонстрациям и земельным вопросам.

### Преследование 2022 года
Торегожина внесена в число правозащитников, подвергшихся политическому преследованию в связи с беспорядками в январе 2022 года.

## Pegasus
OCCRP сообщил, что Торегожина входила в число политиков, журналистов и правозащитников, за которыми шпионила через прослушивание телефонных разговоров или слежку компания Pegasus. Pegasus был разработан израильской компанией NSO Group и использовался для слежки за различными политически активными группировками.

## Награды
Торегожина получила Международную женскую премию за отвагу 2023 года, которой отмечались те, кто продемонстрировал исключительную отвагу, силу и лидерство. Церемония была организована Государственным департаментом США.